# Gua bao
Il gua bao (割包S, gē bāoP), a volte abbreviato erroneamente in bao, è un panino tipico della cucina del Fujian composto da un unico pezzo di pane al vapore ripiegato su se stesso, contenente pancetta, coriandolo, arachidi e senape.

## Storia e diffusione
Il gua bao è originario delle aree costiere della provincia cinese del Fujian, e viene rivendicato dalle città di Quanzhou e Fuzhou.  Per tradizione, gli hui'an di Quanzhou mangiano questi panini per celebrare il matrimonio di una figlia. Il piatto è diffuso anche in altre nazioni, fra cui Taiwan, ove fu presumibilmente introdotto dagli immigrati di Fuzhou, e in Malaysia e a Singapore, dove è popolare fra gli hoklo. Gli storici legami di Fuzhou con Nagasaki contribuirono a rendere il gua bao anche una specialità della Chinatown della città nipponica.
Dai primi anni 2000, il gua bao gode di una certa fama anche in vari paesi occidentali come gli USA e il Regno Unito grazie a ristoratori come David Chang, fondatore della catena Momofuku, ed Eddie Huang.

## Varianti
A Jinjiang, una contea di Quanzhou, esiste una versione vegetariana del panino nota come hu yao cao, che sostituisce il maiale con una pasta di arachidi solidificata e il pane da gua bao con un altro tipo di pane cotto in un forno di argilla simile a un tandoor.
Il pork belly bun venne inventato da David Chang per recuperare la carne di maiale avanzata usata per fare il suo ramen.